# Василевка (Бахмутский район)
Василевка (укр. Василівка) — село Соледарской городской общине Бахмутского района Донецкой области Украины.
Код КОАТУУ — 1420989905. Население по переписи 2001 года составляет 142 человека. Почтовый индекс — 84542. Телефонный код — 6274.